# Parafia Świętej Rodziny w Michalczewie
Parafia pw. Świętej Rodziny w Michalczewie – parafia rzymskokatolicka należąca do dekanatu wareckiego, archidiecezji warszawskiej, metropolii warszawskiej Kościoła katolickiego.

## Historia parafii
Parafia Świętej Rodziny w Michalczewie została erygowana 14.10.1957 r. Uprzednio Michalczew należał do parafii św. Mikołaja Biskupa w Warce. Do parafii należy 9 wiosek. Pierwszym proboszczem parafii był ks. Tadeusz Stokowski
Mieszkańcy już na początku roku 1957 zbudowali drewnianą kaplicę. Gdy przybył ks. Stokowski od razu rozpoczął starania o budowę kościoła. W tym czasie nie można było uzyskać pozwolenia władz państwowych. Do sypania wałów na wzór częstochowskich, ks. Stokowski zaangażował mieszkańców parafii Michalczew oraz z prawie wszystkich okolicznych parafii z obecnego powiatu grójeckiego. Na wałach umieszczono stacje Drogi Krzyżowej oraz figury świętych i aniołów.

### Plebania
Proboszcz nie miał na początku mieszkania i przez rok mieszkał u jednego z sąsiadów. Murowaną plebanię wybudowano później.

### Kościół parafialny
Pozwolenie na budowę kościoła uzyskano dopiero na wiosnę 1978 r. Budowę przeprowadzono własnymi siłami, ogromnym wysiłkiem zaangażowanych parafian oraz przyjaciół z okolicznych parafii. Budowa trwała 3 lata (1979-82).
Kościół w Michalczewie wraz ze swoim otoczeniem jest jedną z najbardziej oryginalnych świątyń w okolicy i w całości jest autorskim projektem jego budowniczego ks. Tadeusza Stokowskiego. 
Przy kościele znajduje się aleja upamiętniająca ks. Tadeusza Stokowskiego, który został zamordowany na plebanii w Michalczewie 2 czerwca 1990 roku.

## Proboszczowie parafii
- śp. ks. Tadeusz Stokowski (1957–1990) -  uprzednio wikariusz w parafii św. Mikołaja Biskupa w Warce. Zaangażowany w organizowanie parafii w Michalczewie, której został proboszczem. Zamordowany 2 czerwca 1990 r[1].
- ks. Franciszek Ordak (1990–1996)
- śp. ks. Henryk Dyczka (1996–2009)
- ks. Krzysztof Gonet (2009–2021)
- ks. Piotr Pałac (2021–nadal)[1]